# Dyckia virgata
Dyckia virgata är en gräsväxtart som beskrevs av Carl Christian Mez. Dyckia virgata ingår i släktet Dyckia och familjen Bromeliaceae.
Artens utbredningsområde är Paraguay. Inga underarter finns listade i Catalogue of Life.